# Lena Żelichowska

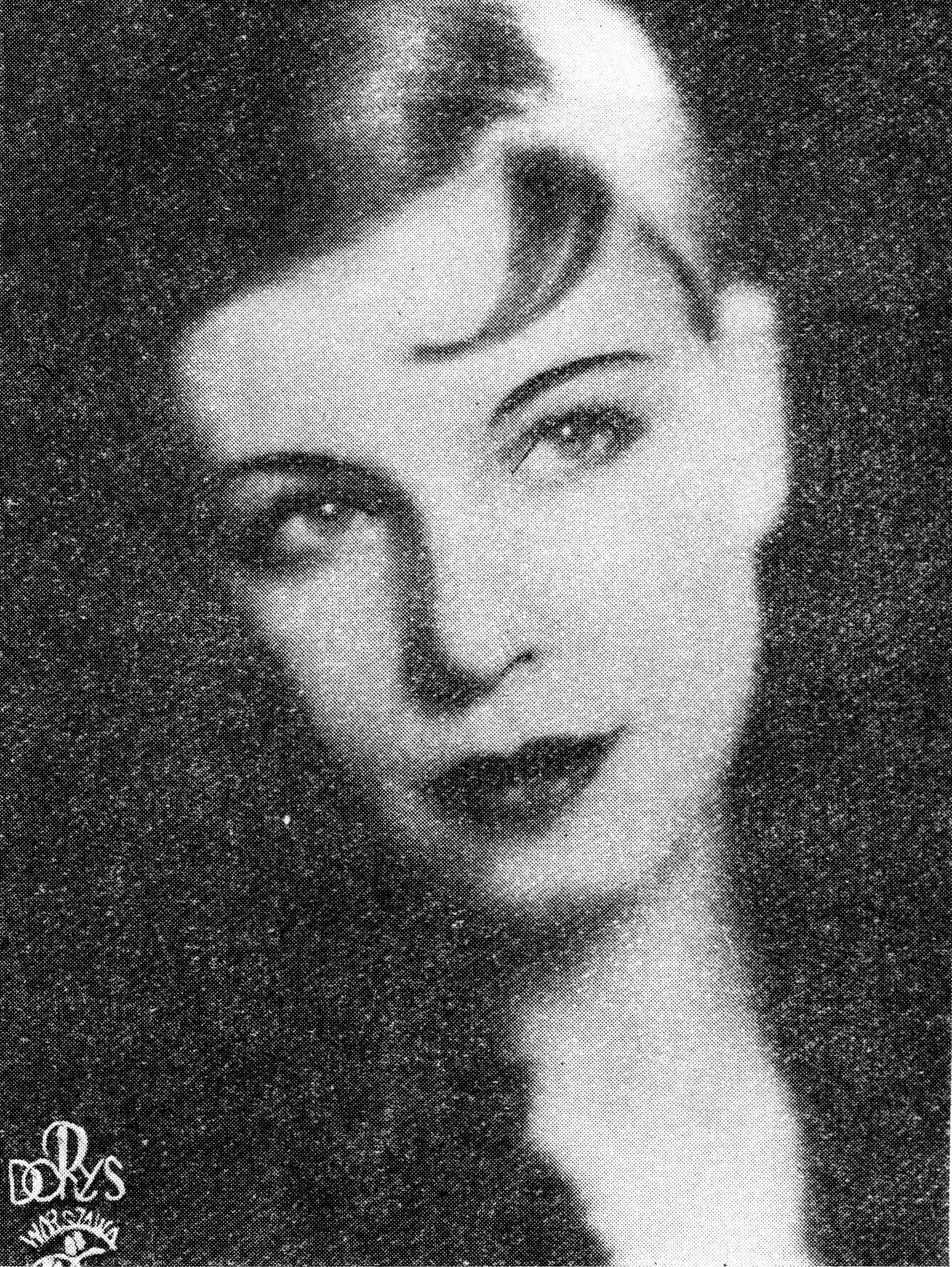
Lena Żelichowska (ungefähr 1931)

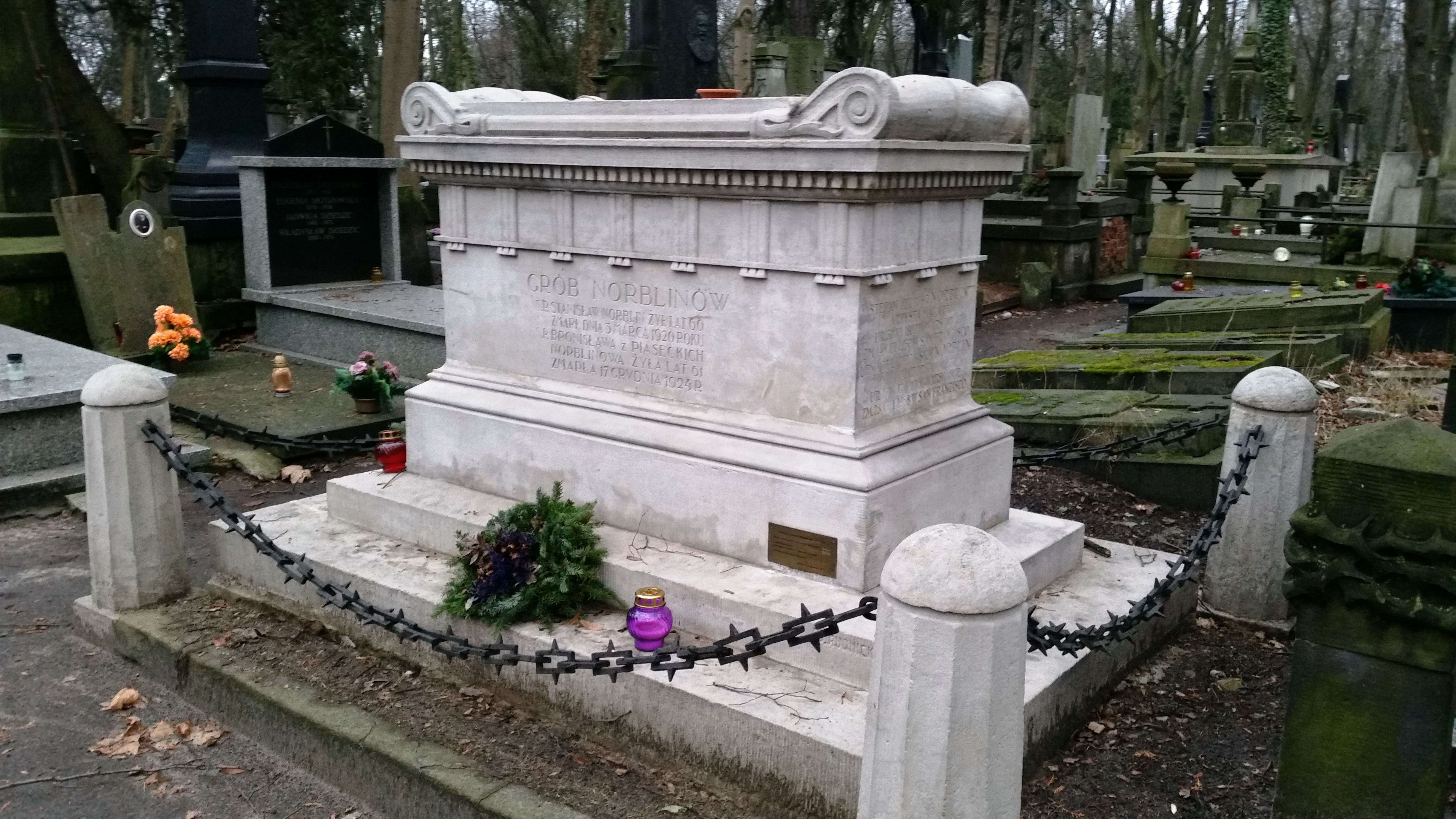
Grabmal auf dem Powązki-Friedhof

Lena Żelichowska (eigentlich Helena Żelichowska; * 12. August 1910 in Warschau; † 28. August 1958 in San Francisco) war eine polnische Schauspielerin.

## Leben
Lena Żelichowska wurde 1910 in Warschau geboren und begann im Alter von sechs Jahren Tanzunterricht zu nehmen und ging unter anderem auch an die Ballettschule von Piotr Zajlich. Zwischen 1926 und 1929 tanzte sie auf der Bühne des Großen Theaters und später auch in den Warschauer Revuetheatern. 1934 debütierte sie als Theaterschauspielerin am Neuen Theater. In den Jahren vor dem Zweiten Weltkrieg wechselte sie zwischen Theater- und Revuebühnen hin und her, ab 1934 spielte sie auch in Kinofilmen, wodurch sie zu einem erfolgreichen Filmstar aufstieg. Mit dem Ausbruch des Krieges verschlug es sie nach Rumänien und später nach Indien. Nach Kriegsende ging Żelichowska in die Vereinigten Staaten und arbeitete in unterschiedlichen Jobs, unter anderen als Maniküristin. Sie war bis zu dessen Tod mit Stefan de la Gourdaine Norblin (1892–1952) verheiratet, Żelichowska selbst starb dann 1958. Ihre Asche wurde später nach Polen gebracht und am 12. Oktober 2012 auf dem Powązki-Friedhof in der Familiengruft Norblin beigesetzt.

## Filmografie
- 1933: Szpieg w masce
- 1934: Schwarze Perle (Czarna perła)
- 1936: Barbara Radziwiłłówna
- 1936: Seine große Liebe (Jego wielka miłość)
- 1936: Róża
- 1936: Tajemnica panny Brinx
- 1937: Dorożkarz nr 13
- 1937: Abenteuer in Warschau (Dyplomatyczna żona)
- 1937: O czym marzą kobiety
- 1937: Parada Warszawy
- 1937: Ty, co w Ostrej świecisz Bramie
- 1938: Granica
- 1938: Sygnały
- 1940: Żołnierz królowej Madagaskaru